# Hamed Hosseinzadeh
Hamed Hosseinzadeh (in persiano حامد حسین زاده‎; Teheran, 22 gennaio 1987) è un cestista iraniano.

## Carriera
Con l'Iran ha disputato i Campionati mondiali del 2019.